# Élections législatives de 2012 dans les Hautes-Alpes

Les élections législatives françaises de 2012 se déroulent les 10 et 17 juin 2012. Dans le département des Hautes-Alpes, deux députés sont à élire dans le cadre de deux circonscriptions. 
Le canton de Chorges bascule de la 1re à la 2e circonscription à la suite du redécoupage électoral.

## Élus
| Circonscription | Député sortant     | Parti | Parti | Groupe   | Député élu ou réélu | Parti | Parti | Groupe |
| --------------- | ------------------ | ----- | ----- | -------- | ------------------- | ----- | ----- | ------ |
| 1re             | Henriette Martinez |       | UMP   | UMP      | Karine Berger       |       | PS    | SRC    |
| 2e              | Joël Giraud        |       | PRG   | app. SRC | Joël Giraud         |       | PRG   | RRDP   |

## Impact du redécoupage territorial
Le canton de Chorges passe de la première circonscription à la 2e.

## Résultats

### Analyse
La gauche remporte une victoire historique dans ce département puisque, pour la première fois depuis 1981, elle gagne les deux circonscriptions. Le radical de gauche Joël Giraud est réélu dans le secteur de Briançon, au nord, mais la socialiste Karine Berger, battue en 2007, entre elle aussi à l'Assemblée nationale, en faisant basculer la circonscription de Gap, au sud, où la députée sortante de droite ne se représentait pas.

### Résultats à l'échelle du département
| Parti          | Parti                             | Premier tour | Premier tour | Second tour | Second tour | Sièges |
| Parti          | Parti                             | Voix         | %            | Voix        | %           | Sièges |
| -------------- | --------------------------------- | ------------ | ------------ | ----------- | ----------- | ------ |
|                | Parti radical de gauche           | 13 362       | 20,52        | 17 461      | 27,75       | 1      |
|                | Parti socialiste                  | 10 181       | 15,64        | 17 804      | 28,29       | 1      |
|                | Divers gauche                     | 3 650        | 5,61         |             |             | 0      |
|                | Les Verts                         | 2 980        | 4,58         | 0           |             |        |
|                | Majorité présidentielle           | 30 173       | 46,34        | 35 265      | 56,04       | 2      |
|                |                                   |              |              |             |             |        |
|                | Nouveau centre                    | 10 438       | 16,03        | 12 926      | 20,54       | 0      |
|                | Union pour un mouvement populaire | 9 206        | 14,14        | 14 738      | 23,42       | 0      |
|                | Divers droite dont DLR et PCD     | 540          | 0,83         |             |             | 0      |
|                | Droite parlementaire              | 20 184       | 31,00        | 27 664      | 43,96       | 0      |
|                |                                   |              |              |             |             |        |
|                | Front national                    | 8 125        | 12,48        |             |             | 0      |
|                | Front de gauche                   | 5 078        | 7,80         | 0           |             |        |
|                | Mouvement démocrate               | 630          | 0,97         | 0           |             |        |
|                | Divers écologiste dont AÉI        | 408          | 0,63         | 0           |             |        |
|                | Divers                            | 277          | 0,43         | 0           |             |        |
|                | Extrême gauche dont LO            | 233          | 0,36         | 0           |             |        |
|                |                                   |              |              |             |             |        |
| Inscrits       | Inscrits                          | 106 925      | 100,00       | 106 935     | 100,00      | 2      |
| Abstentions    | Abstentions                       | 40 585       | 37,96        | 41 416      | 38,73       |        |
| Votants        | Votants                           | 66 340       | 62,04        | 65 519      | 61,27       |        |
| Blancs et nuls | Blancs et nuls                    | 1 232        | 1,86         | 2 590       | 3,95        |        |
| Exprimés       | Exprimés                          | 65 108       | 98,14        | 62 929      | 96,05       |        |

### Résultats par circonscription

#### Première circonscription (Gap)
| Candidat       | Candidat           | Parti           | Premier tour | Premier tour | Second tour | Second tour |  |
| Candidat       | Candidat           | Parti           | Voix         | %            | Voix        | %           |  |
| -------------- | ------------------ | --------------- | ------------ | ------------ | ----------- | ----------- |  |
|                | Karine Berger élue | PS              | 10 181       | 29,92        | 17 804      | 54,71       |  |
|                | Jean Cointe        | UMP             | 9 206        | 27,05        | 14 738      | 45,29       |  |
|                | Élodie Monier      | FN              | 4 999        | 14,69        |             |             |  |
|                | Guy Blanc          | Divers gauche   | 3 650        | 10,73        |             |             |  |
|                | Jean-Claude Eyraud | FG (FASE) (PCF) | 3 404        | 10,00        |             |             |  |
|                | Bernard Derbez     | EÉLV            | 1 315        | 3,86         |             |             |  |
|                | Thierry Pajot      | CpF (MoDem)     | 630          | 1,85         |             |             |  |
|                | Danielle Fay       | DLR             | 264          | 0,78         |             |             |  |
|                | Guy Hadji          | AÉI             | 154          | 0,45         |             |             |  |
|                | Jacques Daudon     | RIC             | 121          | 0,36         |             |             |  |
|                | Fabrice Rosay      | LO              | 107          | 0,31         |             |             |  |
|                |                    |                 |              |              |             |             |  |
| Inscrits       | Inscrits           | Inscrits        | 56 120       | 100,00       | 56 125      | 100,00      |  |
| Abstentions    | Abstentions        | Abstentions     | 21 482       | 38,28        | 22 015      | 39,22       |  |
| Votants        | Votants            | Votants         | 34 638       | 61,72        | 34 110      | 60,78       |  |
| Blancs et nuls | Blancs et nuls     | Blancs et nuls  | 607          | 1,75         | 1 568       | 4,6         |  |
| Exprimés       | Exprimés           | Exprimés        | 34 031       | 98,25        | 32 542      | 95,4        |  |

#### Deuxième circonscription (Briançon)
| Candidat       | Candidat                  | Parti          | Premier tour | Premier tour | Second tour | Second tour |  |
| Candidat       | Candidat                  | Parti          | Voix         | %            | Voix        | %           |  |
| -------------- | ------------------------- | -------------- | ------------ | ------------ | ----------- | ----------- |  |
|                | Joël Giraud sortant réélu | PRG (PS)       | 13 362       | 43,00        | 17 461      | 57,46       |  |
|                | Chantal Eymeoud           | NC (UMP)       | 10 438       | 33,59        | 12 926      | 42,54       |  |
|                | Sophie Briand             | FN             | 3 126        | 10,06        |             |             |  |
|                | Catherine Guigli          | FG (PCF) (PG)  | 1 674        | 5,39         |             |             |  |
|                | Francine Daerden          | EÉLV           | 1 665        | 5,36         |             |             |  |
|                | Sandrine Faidy            | DLR            | 276          | 0,89         |             |             |  |
|                | Monique Perrin-Czekalski  | AÉI            | 254          | 0,82         |             |             |  |
|                | Michel Ben-Haïm           | Divers         | 156          | 0,50         |             |             |  |
|                | Véronique Buisson         | LO             | 126          | 0,41         |             |             |  |
|                |                           |                |              |              |             |             |  |
| Inscrits       | Inscrits                  | Inscrits       | 50 805       | 100,00       | 50 810      | 100,00      |  |
| Abstentions    | Abstentions               | Abstentions    | 19 103       | 37,6         | 19 401      | 38,18       |  |
| Votants        | Votants                   | Votants        | 31 702       | 62,4         | 31 409      | 61,82       |  |
| Blancs et nuls | Blancs et nuls            | Blancs et nuls | 625          | 1,97         | 1 022       | 3,25        |  |
| Exprimés       | Exprimés                  | Exprimés       | 31 077       | 98,03        | 30 387      | 96,75       |  |